# 민주자본주의
민주자본주의(民主資本主義, 영어: Democratic capitalism)은 투명한 시장 경제와 자본주의 사회를 기반으로 한 민주주의 통치체제를 주장하는 사상이다. 함축적으로는 인간의 도덕성과 건전한 자본주의 문화와 더불어 투명한 시장 경제적 자본주의의 조화를 의미하나 일반적으로 민주주의와 자본주의는 함께 할 수 없는 것으로 여겨져 자본주의라는 표현 대신 자유라는 단어를 사용한다. 시장 경제는 투명한 경제 장려책, 재정 책임과 도덕적인 자본주의 문화, 삼권분립이 확실시 된 자유민주주의 체제, 여러 경제사상이 통제되어 있지 않은 이론적, 문화적 다원주의를 전제로 해나가야 한다고 주장한다. 이 경제 체제가 실현하려는 궁극적 목표는 절대다수의 민중에 의해 지배되는 민주주의 통치 체제에 의해 제어될 수 있는 도덕적 자본주의의 실현에 있다. 민주자본주의는 자본주의의 금융 활동에 의한 정경유착, 로비 행위가 당연시되고, 특정 대기업이 독과점을 행사하는 자본주의인 독점자본주의 체제에 반대한다.
학계에선 민주주의와 자본주의는 함께하는 것이 불가능하다는 이론이 일반적이었는데 볼프강 슈트렉은 이를 유예된 위기라고 하면서 위기가 재발할 수 밖에 없다고 했다.

## 개요
민주자본주의는 그 용어가 근대 초기부터 존재했다. 하지만 그것은 지금의 의미와 달리 단순히 자유와 평등을 기반으로 한 자유 민주주의 통치체제에 시장 경제 체제를 혼합한 부르주아 민주주의와 같은 의미였다. 민주자본주의가 부르주아 민주주의와 다른 점은 전자는 시장 경제의 도덕성 언급과 더불어 그 궁극적 목표가 도덕적 자본주의 실현이지만, 후자는 형식적인 '자본주의 체제'에 불과하다. 민주자본주의의 근대적 의미를 내포한 애덤 스미스의 《도덕감정론》에서도 잘 나와있다. 그러나 이 서적에서는 '민주자본주의'란 용어가 등장하지는 않는다.
마이클 노박은 가톨릭 경제관이 자본주의와 거리가 있는 것으로 여겨지는 것에 대해 반박하고자 1982년에 저술한 '민주적 자본주의의 정신'(The Spirit of Democratic Capitalism)으로 자본주의의 장점을 부각하면서 네오콘으로 불린 신보수주의로 영향력을 발휘했으며 1994년에 한국어판으로 출판하면서 막스 베버의 <개신교 윤리와 자본주의 정신>과 유사한 <가톨릭 윤리와 자본주의 정신>이라는 제목으로 했다.

## 같이 보기
- 사회민주주의
- 경제민주주의(경제민주화)
- 고전적 자유주의
- 개인주의
- 자유주의
- 자유지상주의
- 자본주의